# Haplometroza
Haplometroza – samodzielne zakładanie gniazda mrówek przez młode królowe. Sposób ten nazywany jest również klasztornym zakładaniem gniazda, w przypadku gdy królowa nie pobiera pokarmu do czasu wychowania pierwszych młodych mrówek. Zjawiskiem odwrotnym jest pleometroza.
Haplometroza dotyczy większości gatunków mrówek. Przykładem powszechnie występujących mrówek w ten sposób zakładających gniazdo jest hurtnica pospolita (Lasius niger) i  pierwomrówka łagodna (Formica fusca). 
Nową kolonię w częściowo klasztorny sposób zakłada wścieklica dorodna (Manica rubida). Mrówka ta buduje sobie małą norkę, ale czasem z niej wychodzi w poszukiwaniu pokarmu.